# Verona
Verona este un oraș din Italia, din regiunea Veneto. El este capitala provinciei Verona și înregistra în 2023 un număr de 264.475 locuitori.
Aria metropolitană veroneză este de 1070,9 km2 și numără o populație de 926.497 de locuitori. 
Verona e vizitată în fiecare an de peste 100 milioane turiști, mulți dintre ei străini, pentru bogăția sa artistică și diversele manifestări anuale, cum ar fi stagiunea lirică areniană.
Orașul datoreaza importanța sa socio-economică, poziției sale geografice și dispunerii hidrografice.
Între monumentele cele mai cunoscute din oraș se numără Arena (Arena di Verona) și casa Julietei (Casa di Giulietta).

## Geografia
Verona este situată la 59 m peste nivelul mării la poalele dealului San Pietro, apendicele meridional al munților Lessini, astfel încât orașul răsare de-a lungul râului Adige, în punctul în care acesta intră în Câmpia Padului, și formează o oază caracteristică de-a lungul a 30 km la est de lacul Garda.
În timpurile vechi, orașul a fost punct nodal pentru orice tip de transport terestru și acvatic a Italiei nord-orientale.
În timpul romanilor, era punctul de întâlnire a celor patru străzi mari (strada Gallica, strada Claudia Augusta, strada Vicum Vironensium și strada Postumia).
Dar chiar și astazi, Verona constituie un important nod geografico-stradal, ferovial și autostradal, cu atât mai mult cu cât este situată la intersecția dintre direcțiile care provin din Italia centrală și nord-occidentală cu pasul Brennero.
În ceea ce privește riscul seismic, Verona este clasificată în zona 3, în Ordonnanta PCM 3274 del 20/03/2003. 

## Hidrologie
Adige se observa azi la Verona în interiorul zidurilor care sunt stăvilite după teribila aluviune din 1882, pentru a proteja orașul de alte revărsări.
Acesta azi se limitează la a traversa orașul în albia sa, dar până în timpuri relativ recente, Verona era un oraș legat perticular cu râul prin numeroasele căi comerciale și industriale care dezvoltau considerabile feluri de mâncare.
Adige era o cale de comunicare de prima importanță, navigabil până la Trento.
A fost utilizat încă din antichitate pentru transportul de mărfuri și prin urmare parcursul său servea la debarcări.
Se găseau cantoane de taxă vamală, stâlpi utilizați la susținerea lanțurilor, lăzi de alimente dintr-o parte în alta a râului pentru a reține mărfurile (la Verona se mai găsește azi cea de lânga munte pe când cea de la vale s-a pierdut), și castele și fortificații.
Un timp, Verona și târgurile care se expuneau aproape de râu aveau o economie legată de prezența apei: de-a lungul malurilor sale se lucrau blocuri de marmură care erau transportate de-a lungul apei în șantiere navale, unde se prelucrează pentru industria și activitatea artizanală.

## Clima
Verona are o climă care variază mult în timpul anului.
De exemplu, vara domină tipul submediteranean, cu atât mai mult cu cât există și influența lacului Garda, cu umiditate și temperaturi mai degrabă ridicate, iarna domină tipul continental cu umiditate ridicată și temperaturi rigide.
Umiditatea din timpul iernii provoacă ceață, fenomen întâlnit destul de des, care se menține după apus până dimineața târziu.
Temperatura medie în luna iulie se menține la peste 24 grade, în timp ce temperatura medie în luna ianuarie este de circa 1 grad.
Precipitațiile se concentrează între sfârșitul lui aprilie, începutul lui iunie și între octombrie și începutul lui noiembrie, și puțin în august, care se consideră în medie că este luna cea mai ploaiasă din an.
Iarna, de la sfârșitul lui noiembrie până în martie, este perioada cu cele mai puține precipitații, cu o medie puțin peste 50 mm pe lună, deși aceasta este considerată perioada este cea mai umedă.
Din punct de vedere legislativ, primăria din Verona spune ca media climatică din Verona este de 24.68 grade pe zi, chiar dacă limita maximă înregistrată este de 14 ore pe zi din 15 octombrie până în 15 aprilie.
| Date climatice pentru Verona (1971–2000, extreme 1946–prezent) | Date climatice pentru Verona (1971–2000, extreme 1946–prezent) | Date climatice pentru Verona (1971–2000, extreme 1946–prezent) | Date climatice pentru Verona (1971–2000, extreme 1946–prezent) | Date climatice pentru Verona (1971–2000, extreme 1946–prezent) | Date climatice pentru Verona (1971–2000, extreme 1946–prezent) | Date climatice pentru Verona (1971–2000, extreme 1946–prezent) | Date climatice pentru Verona (1971–2000, extreme 1946–prezent) | Date climatice pentru Verona (1971–2000, extreme 1946–prezent) | Date climatice pentru Verona (1971–2000, extreme 1946–prezent) | Date climatice pentru Verona (1971–2000, extreme 1946–prezent) | Date climatice pentru Verona (1971–2000, extreme 1946–prezent) | Date climatice pentru Verona (1971–2000, extreme 1946–prezent) | Date climatice pentru Verona (1971–2000, extreme 1946–prezent) |
| Luna                                                           | Ian                                                            | Feb                                                            | Mar                                                            | Apr                                                            | Mai                                                            | Iun                                                            | Iul                                                            | Aug                                                            | Sep                                                            | Oct                                                            | Nov                                                            | Dec                                                            | Anual                                                          |
| -------------------------------------------------------------- | -------------------------------------------------------------- | -------------------------------------------------------------- | -------------------------------------------------------------- | -------------------------------------------------------------- | -------------------------------------------------------------- | -------------------------------------------------------------- | -------------------------------------------------------------- | -------------------------------------------------------------- | -------------------------------------------------------------- | -------------------------------------------------------------- | -------------------------------------------------------------- | -------------------------------------------------------------- | -------------------------------------------------------------- |
| Maxima medie °C (°F)                                           | 6.1 (43)                                                       | 8.9 (48)                                                       | 13.4 (56,1)                                                    | 17.2 (63)                                                      | 22.7 (72,9)                                                    | 26.3 (79,3)                                                    | 29.2 (84,6)                                                    | 28.8 (83,8)                                                    | 24.4 (75,9)                                                    | 18.0 (64,4)                                                    | 11.0 (51,8)                                                    | 6.7 (44,1)                                                     | 17,7 (63,9)                                                    |
| Media zilnică °C (°F)                                          | 2.5 (36,5)                                                     | 4.5 (40,1)                                                     | 8.4 (47,1)                                                     | 12.0 (53,6)                                                    | 17.2 (63)                                                      | 20.8 (69,4)                                                    | 23.6 (74,5)                                                    | 23.3 (73,9)                                                    | 19.0 (66,2)                                                    | 13.3 (55,9)                                                    | 7.1 (44,8)                                                     | 3.1 (37,6)                                                     | 12,9 (55,2)                                                    |
| Minima medie °C (°F)                                           | −1.2 (29,8)                                                    | 0.1 (32,2)                                                     | 3.4 (38,1)                                                     | 6.8 (44,2)                                                     | 11.7 (53,1)                                                    | 15.4 (59,7)                                                    | 18.0 (64,4)                                                    | 17.8 (64)                                                      | 13.7 (56,7)                                                    | 8.7 (47,7)                                                     | 3.2 (37,8)                                                     | −0.4 (31,3)                                                    | 8,1 (46,6)                                                     |
| Minima istorică °C (°F)                                        | −18.4 (−1.1)                                                   | −18.4 (−1.1)                                                   | −10.4 (13,3)                                                   | −2.2 (28)                                                      | 0.0 (32)                                                       | 3.8 (38,8)                                                     | 7.3 (45,1)                                                     | 8.1 (46,6)                                                     | 2.0 (35,6)                                                     | −4.6 (23,7)                                                    | −7.9 (17,8)                                                    | −15.5 (4,1)                                                    | −18,4 (−1,1)                                                   |
| Precipitații mm (inches)                                       | 50.9 (2.004)                                                   | 43.3 (1.705)                                                   | 48.7 (1.917)                                                   | 70.4 (2.772)                                                   | 74.2 (2.921)                                                   | 87.2 (3.433)                                                   | 62.6 (2.465)                                                   | 81.7 (3.217)                                                   | 76.2 (3)                                                       | 91.0 (3.583)                                                   | 64.8 (2.551)                                                   | 52.5 (2.067)                                                   | 803,5 (31,634)                                                 |
| Umiditate [%]                                                  | 85                                                             | 78                                                             | 73                                                             | 75                                                             | 73                                                             | 73                                                             | 73                                                             | 74                                                             | 76                                                             | 81                                                             | 84                                                             | 84                                                             | 77                                                             |
| Nr. de zile cu precipitații (≥ 1.0 mm)                         | 6.8                                                            | 5.1                                                            | 6.0                                                            | 8.9                                                            | 8.6                                                            | 8.6                                                            | 5.5                                                            | 5.8                                                            | 6.0                                                            | 7.4                                                            | 7.1                                                            | 6.2                                                            | 82,0                                                           |
| Sursă: Servizio Meteorologico (humidity 1961–1990)             |                                                                |                                                                |                                                                |                                                                |                                                                |                                                                |                                                                |                                                                |                                                                |                                                                |                                                                |                                                                |                                                                |

## Demografie
Verona - evoluția demografică

|  | Graficele sunt indisponibile din cauza unor probleme tehnice. Mai multe informații se găsesc la Phabricator și la wiki-ul MediaWiki. |

Date: Recensăminte sau birourile de statistică - grafică realizată de Wikipedia

## Galerie

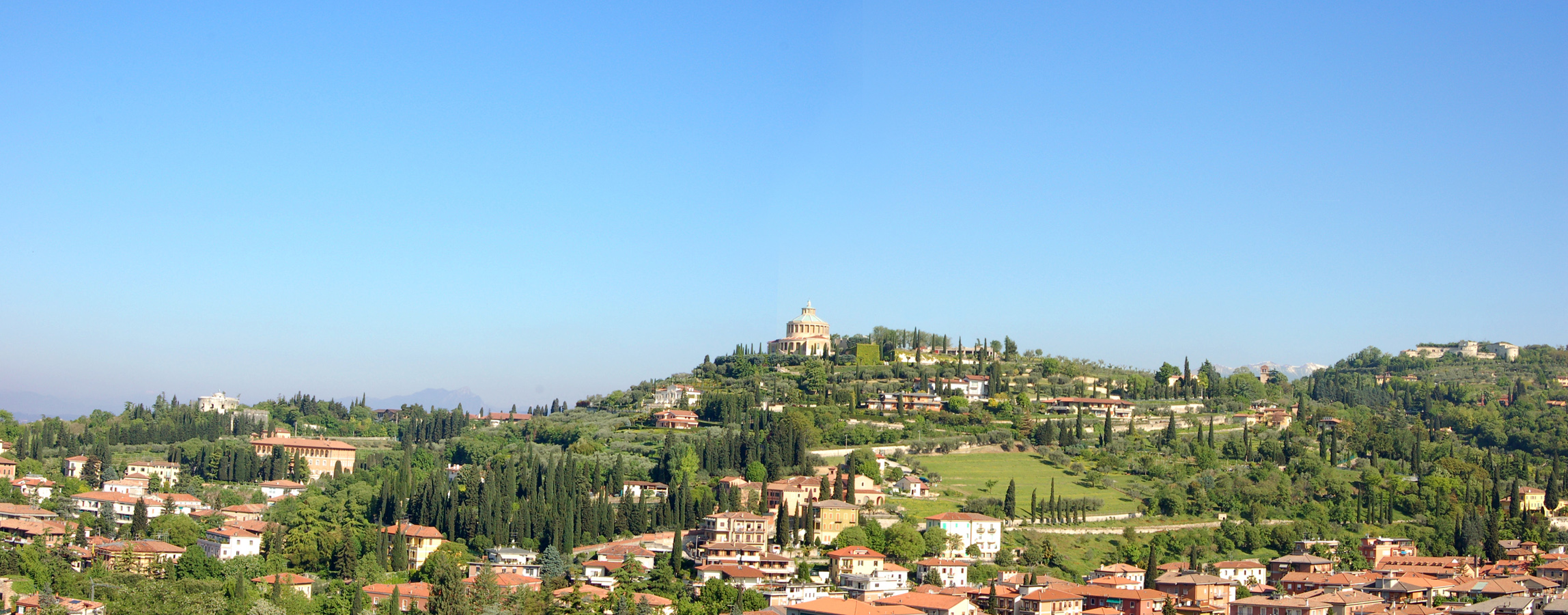
Imagine de ansamblu a oraşului
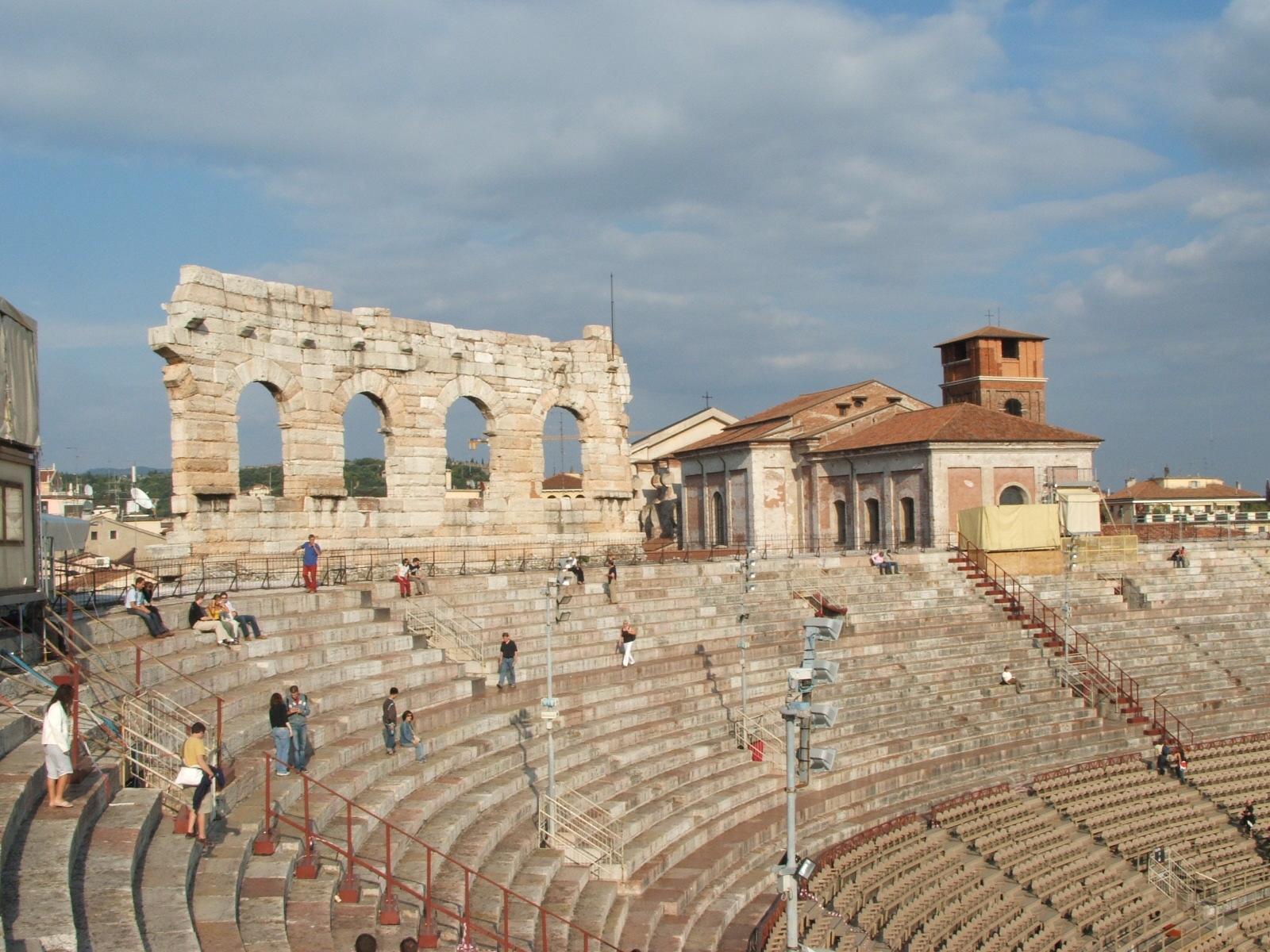
Arena
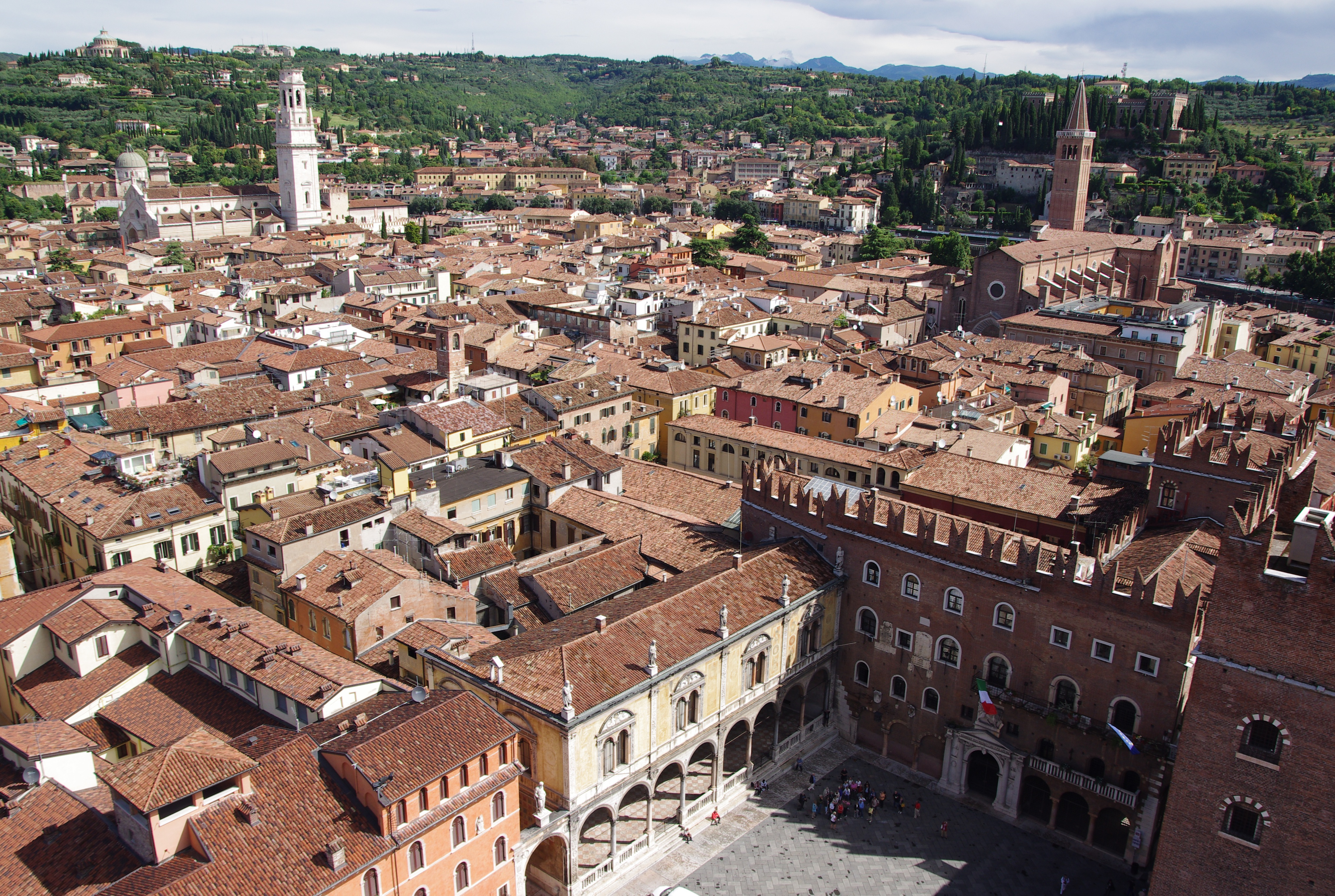
Verona
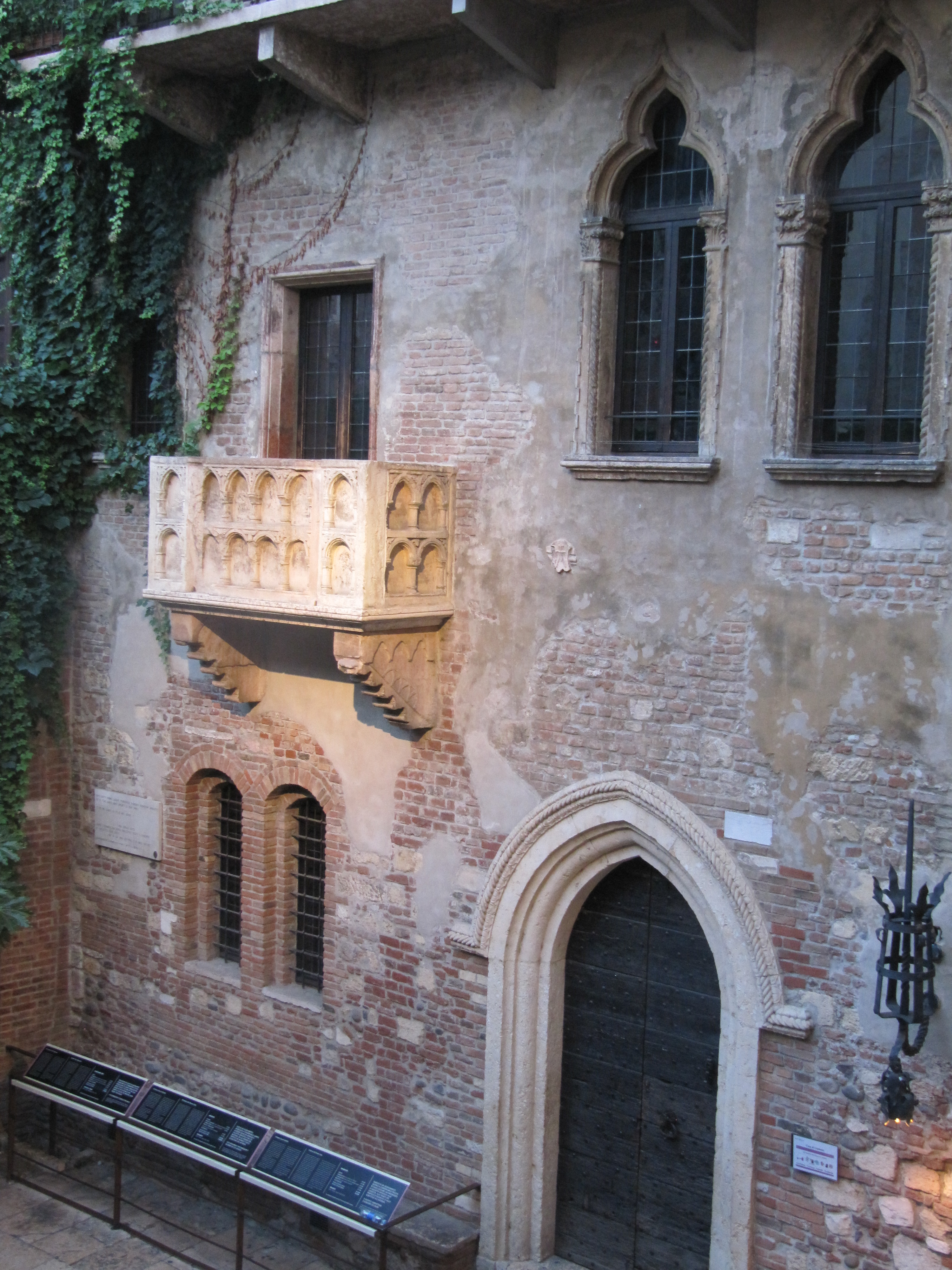
Casa di Giulietta
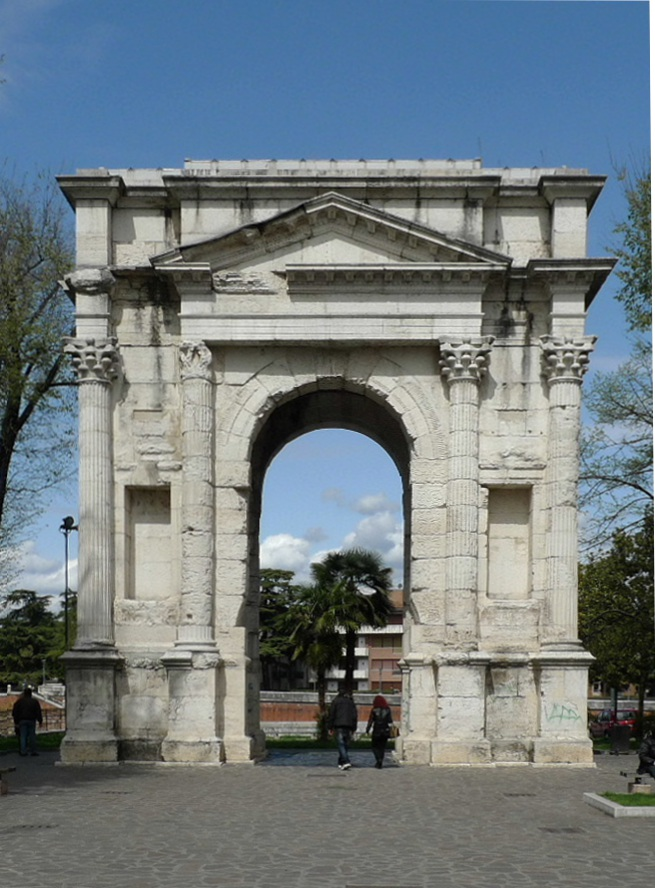
Arco dei Gavi
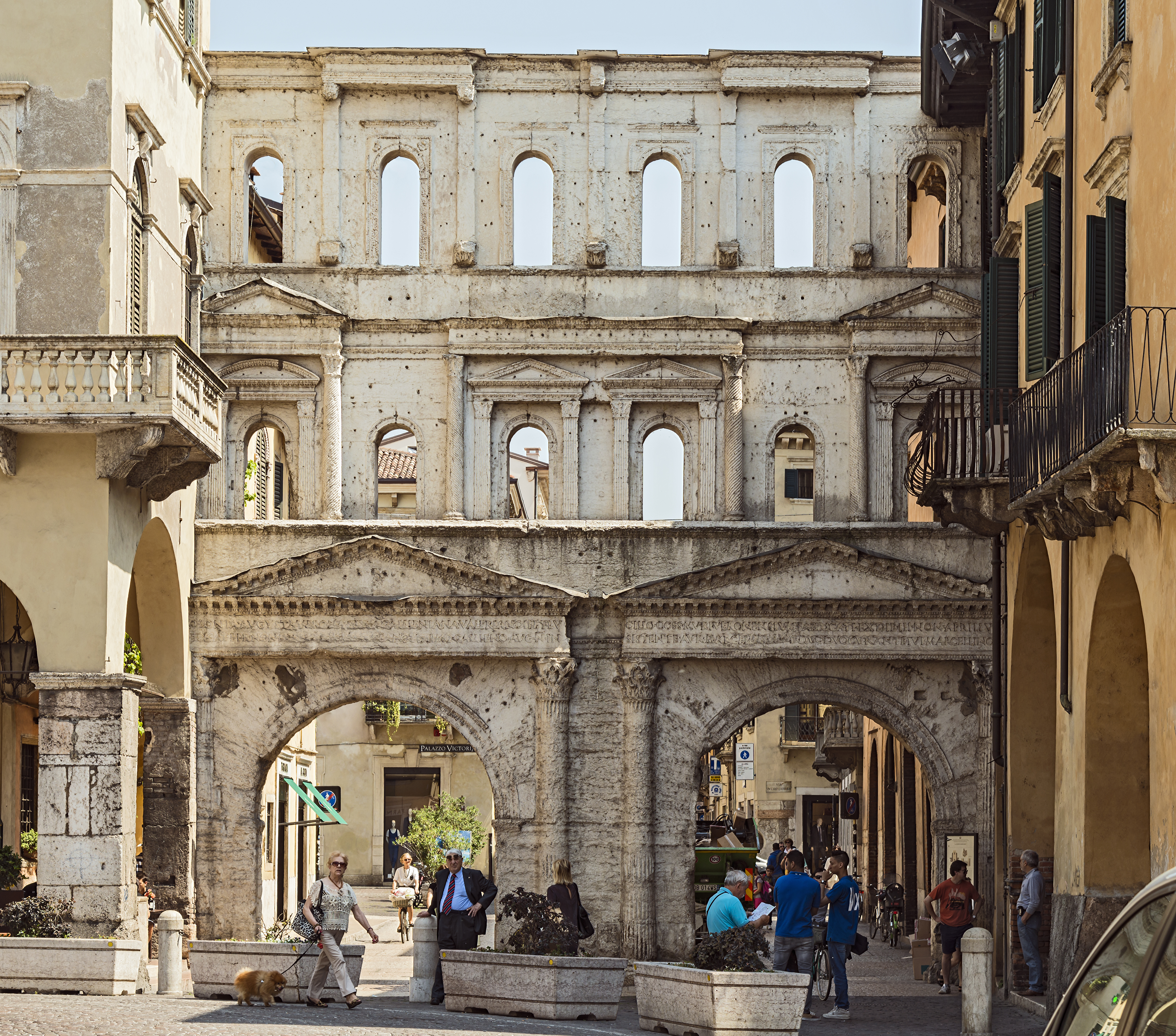
Porta dei Borsari
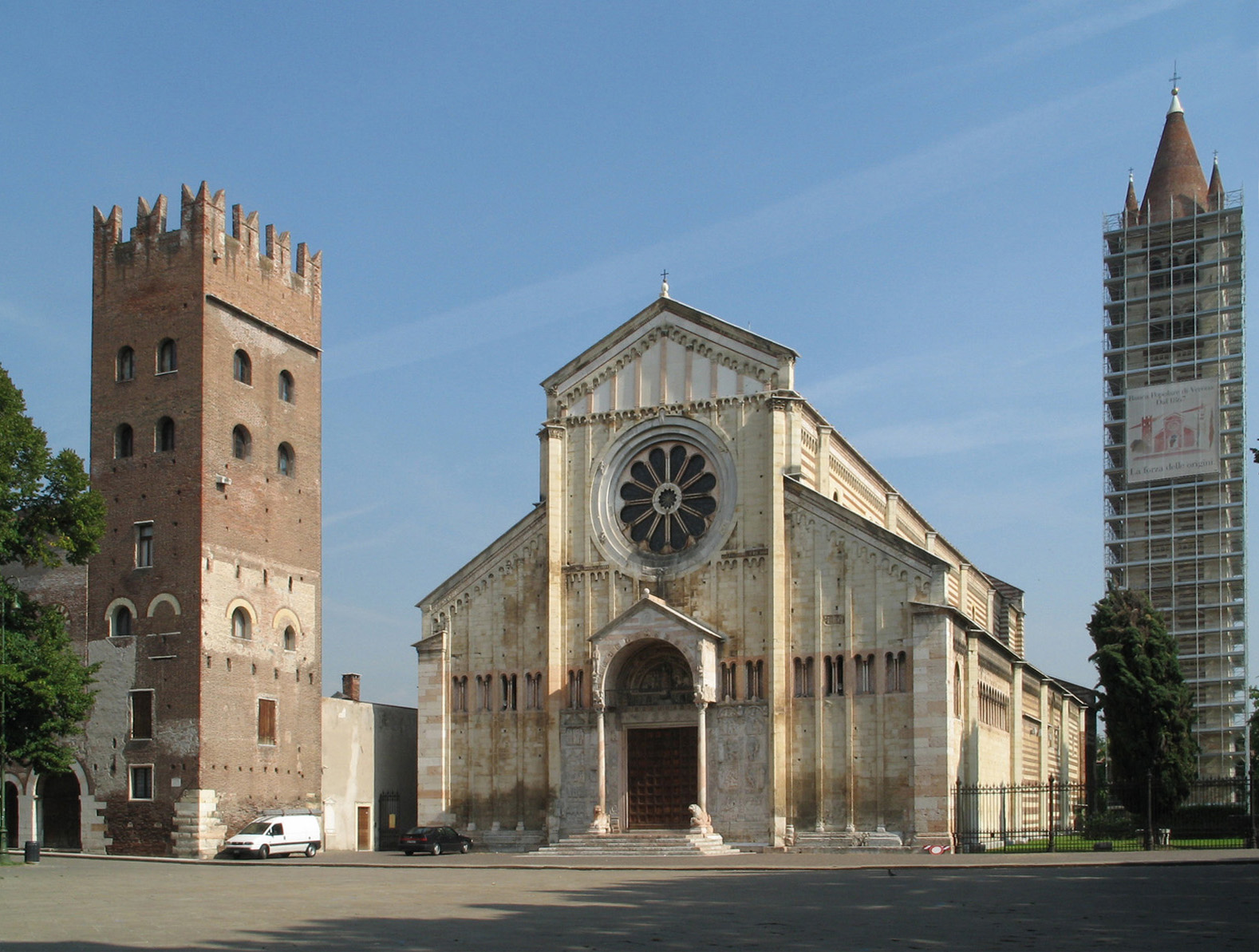
Basilica San Zeno Maggiore
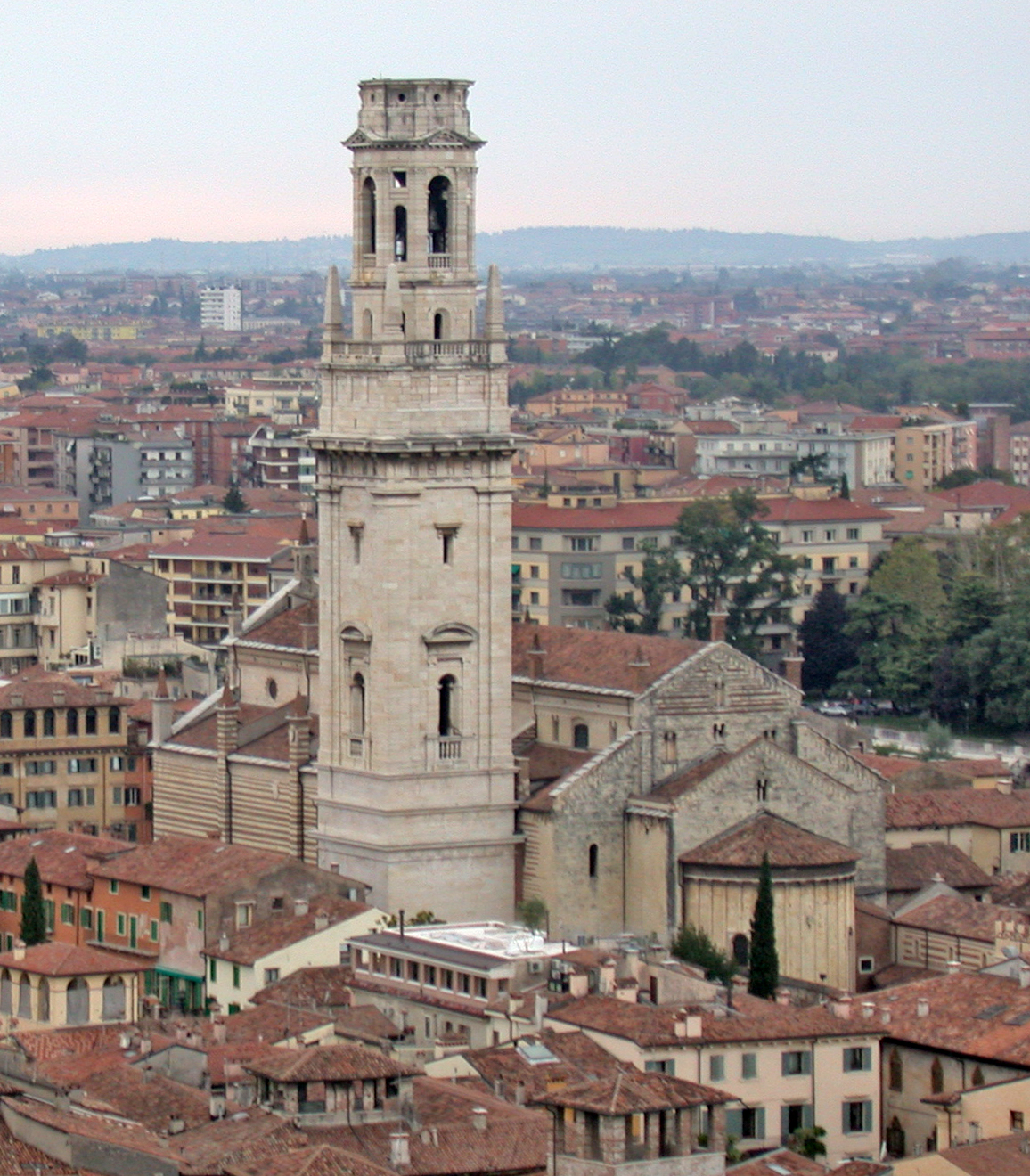
Domul
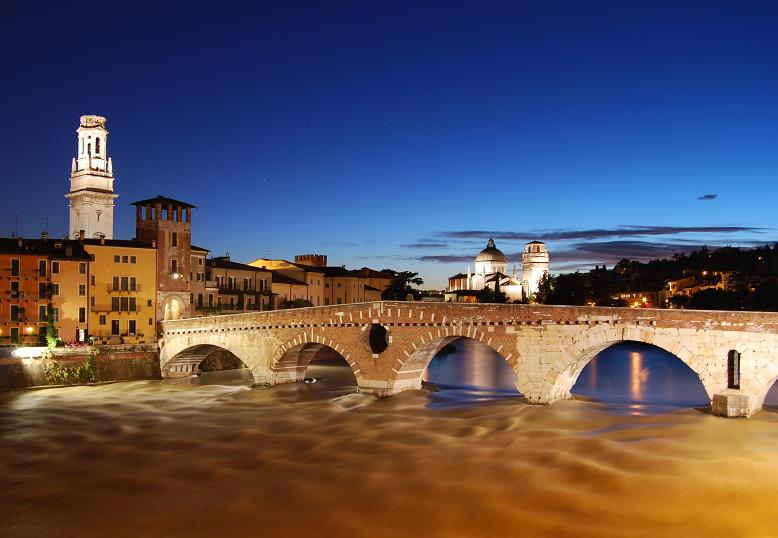
Ponte Pietra